# Ottaviano Nelli
 (avril 2015).
Si vous disposez d'ouvrages ou d'articles de référence ou si vous connaissez des sites web de qualité traitant du thème abordé ici, merci de compléter l'article en donnant les références utiles à sa vérifiabilité et en les liant à la section « Notes et références ».

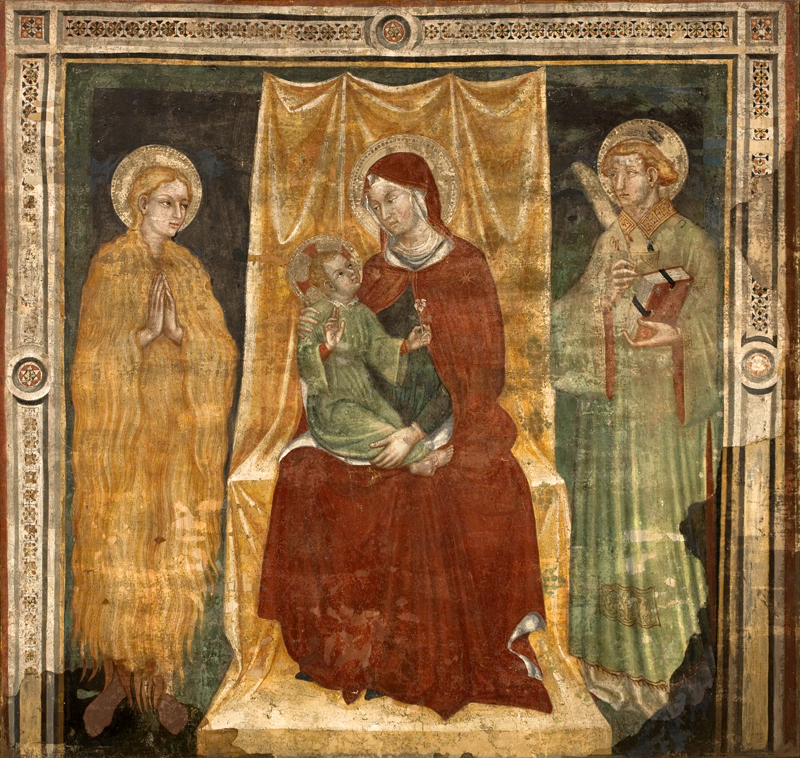
Vierge et l'Enfant entre les saints Madeleine et Étienne (1400-1410), musée d'Art de São Paulo.

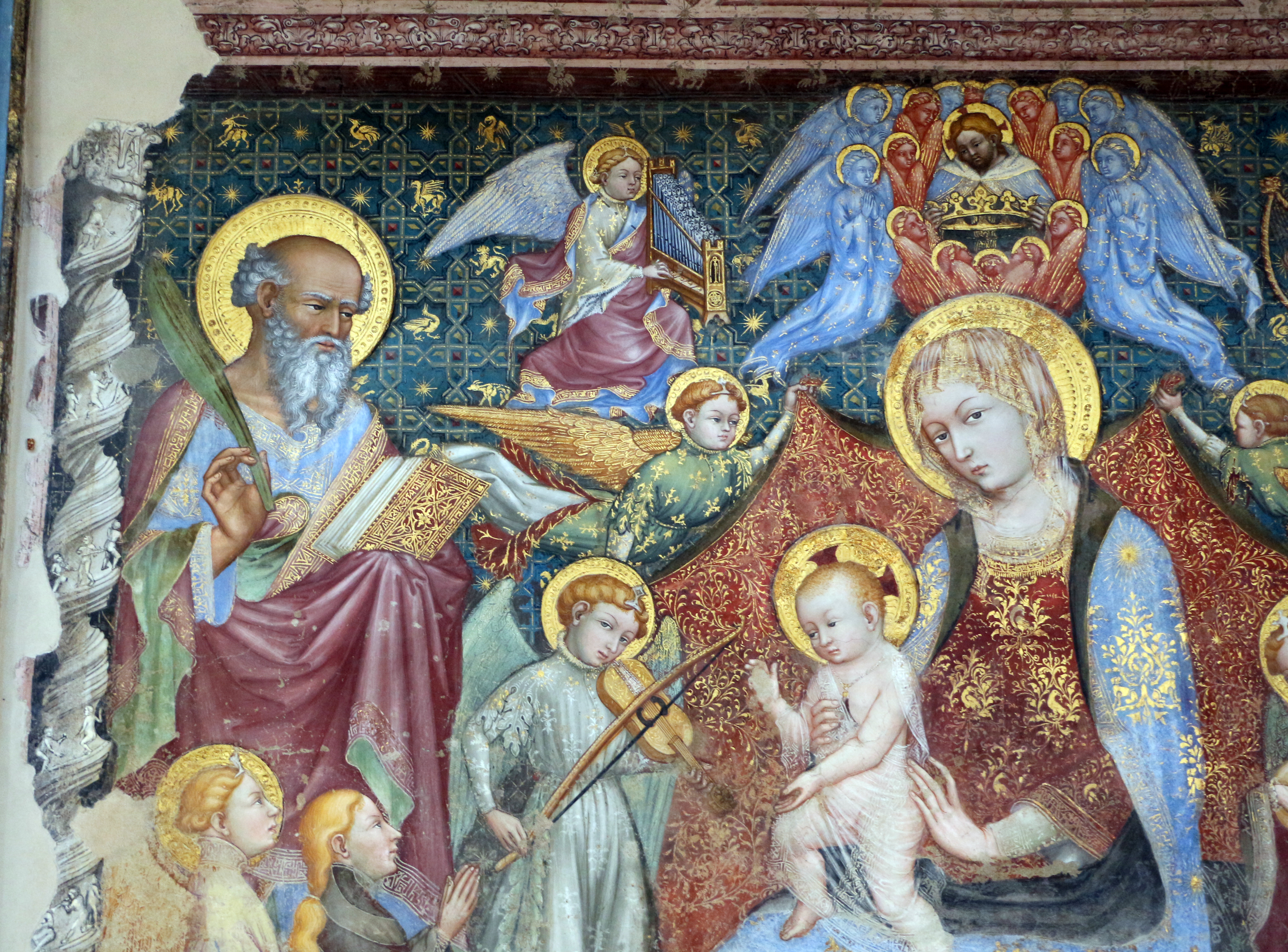
Notre-Dame du Belvédère, fresque de l'église Santa Maria Nuova, Gubbio.

Ottaviano di Martino Nelli da Gubbio, dit Ottaviano Nelli, né à Gubbio entre 1370 et 1375, et mort vers 1447, est un peintre italien, principalement actif dans sa ville natale et en Ombrie. 

## Biographie
Ottaviano Nelli est le fils et élève du peintre Martino di Nello. 
En 1400, il a été appelé à Pérouse afin de participer à la réalisation du blason du duc Gian Galeazzo Visconti de Milan. 
En 1403 il est nommé consul pour le quartier San Andrea de la commune libre de Gubbio, qui depuis 1384 est passé sous le pouvoir des Montefeltro, comtes d'Urbino. Ottaviano Nelli a exercé la charge de consul en diverses occasions tout au long de sa vie. 
En 1403, il réalisa son chef-d'œuvre, la Madonna del Belvedere, dans l'église de Santa Maria Nuova. L'œuvre est une fresque peinte à tempera. Les couleurs gracieuse roses et bleues sont légères et vives. De la même période date son Polyptyque de Pietralunga. 
Il est actif à Urbino en 1417 et, par la suite, il réalise divers travaux à Assise, Foligno, de nouveau à Urbino et finit par demeurer de façon stable à Gubbio à partir de 1433. 
En 1438, il adopte un jeune homme du nom de « Marte ». 
Dans les années suivantes, sur le conseil de son frère Tommaso, il ouvre une école de peinture en ville. 
L'année exacte de sa mort n'est pas connue, probablement vers l'an 1450. En effet c'est pendant cette année que sa veuve prénommée « Balda » demanda l'annulation de l'adoption de Marte afin que celui-ci ne puisse hériter de son patrimoine.
Les œuvres d'Ottaviano Nelli sont conservées dans les villes italiennes de Pérouse, Assise, Città di Castello, Fano, Urbino, Gualdo Tadino, Fabriano, Pietralunga, Rome et Gubbio.
Ottaviano Nelli peint un important polyptyque dont on connait quatre éléments sur cinq, se trouvant dans trois musées différents, à savoir :
- Saint Jérôme guérissant le lion au musée du Petit Palais d'Avignon[1]
- L'adoration des mages qui est l'élément central et se trouve au Worcester Art Museum[2]
- La circoncision de Jésus et Le mariage mystique de saint François d'Assise avec la pauvreté, deux tableaux se trouvant à la Pinacothèque vaticane.

Certains historiens d'art pensent que ce polyptyque dont le cinquième panneau est perdu, se trouvait derrière l'autel de l'église San Francesco de Gubbio. Par leur style les panneaux appartenant au polyptyque démembré, se rapprochent d'un cycle de fresques dédiées à la Vierge peint par l'artiste au Palazzo Trinci à Foligno en 1424.

## Collections publiques
Au Brésil
- Musée d'Art de São Paulo : Vierge et l'Enfant entre les saints Madeleine et Étienne, 1400-1410, fresque transférée sur toile[4]

Aux États-Unis
- Worcester Art Museum : L'Adoration des mages, élément central d'un polyptyque[5]

En France
- Avignon, musée du Petit Palais : Saint Jérôme guérissant le lion, fragment de polyptyque[1]

En Italie
- Città di Castello, église Madonna delle Grazie : Transito della Beata Vergine Maria (« Dormitio Mariae »), vers 1436, fragment de fresque
- Foligno, Palazzo Trinci : Crucifixion, fresque
- Gubbio, église Sant'Agostino : 
  - Giudizio universale, 1424-1427
  - L'Histoire de saint Antoine, 1422, fresque
- Gubbio, église San Domenico : fresques
- Gubbio, église Santa Maria Nuova : Madonna del Belvedere, 1403
- Pérouse, galerie nationale de l'Ombrie : Polyptyque de Pietralunga, 1403[6]
- Rome, pinacothèque vaticane : 
  - La Circoncision de Jésus
  - Le Mariage mystique de saint François d'Assise avec la pauvreté, fragment de polyptyque

## Galerie

Polyptyque
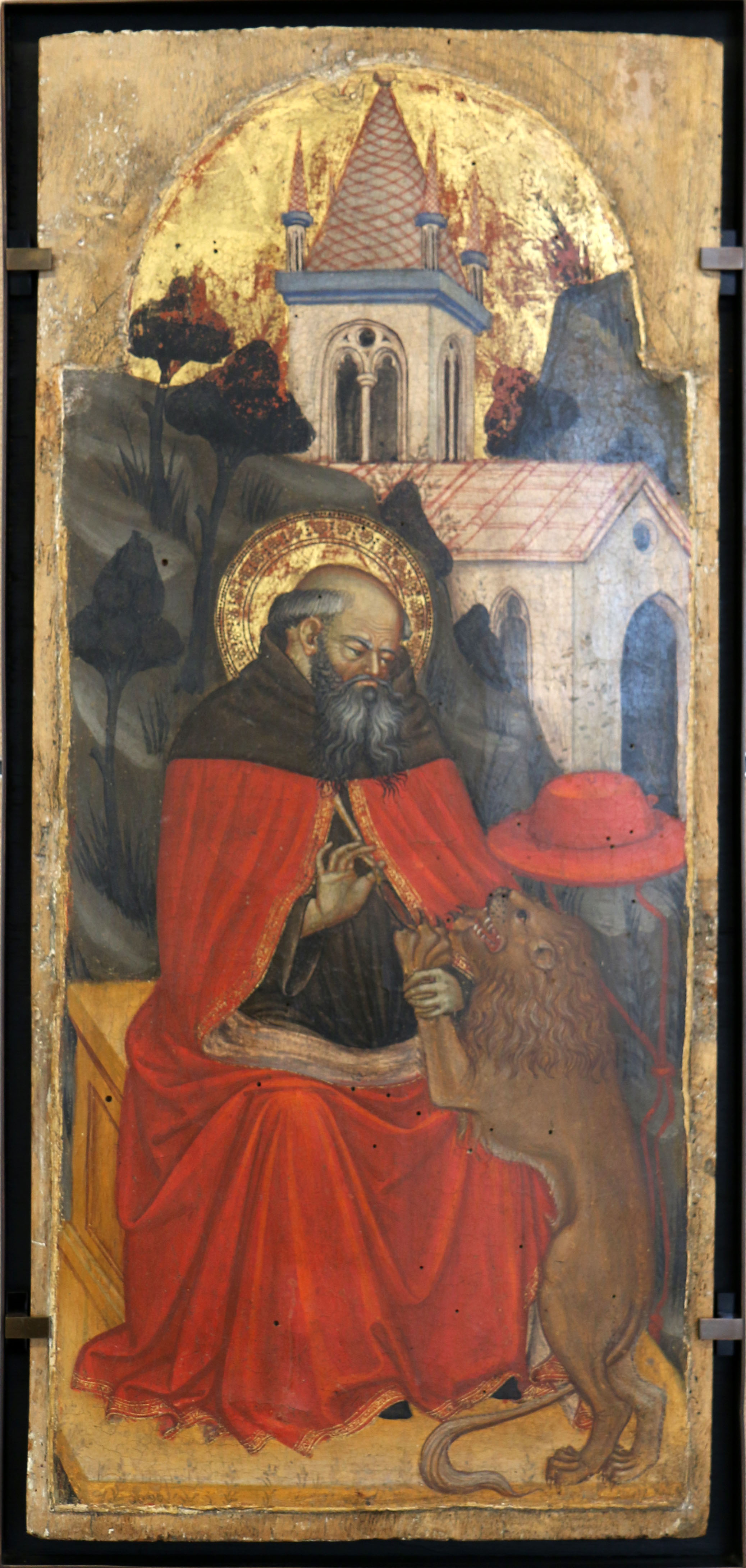
Saint Jérôme guérissant le lion, Avignon, musée du Petit Palais.
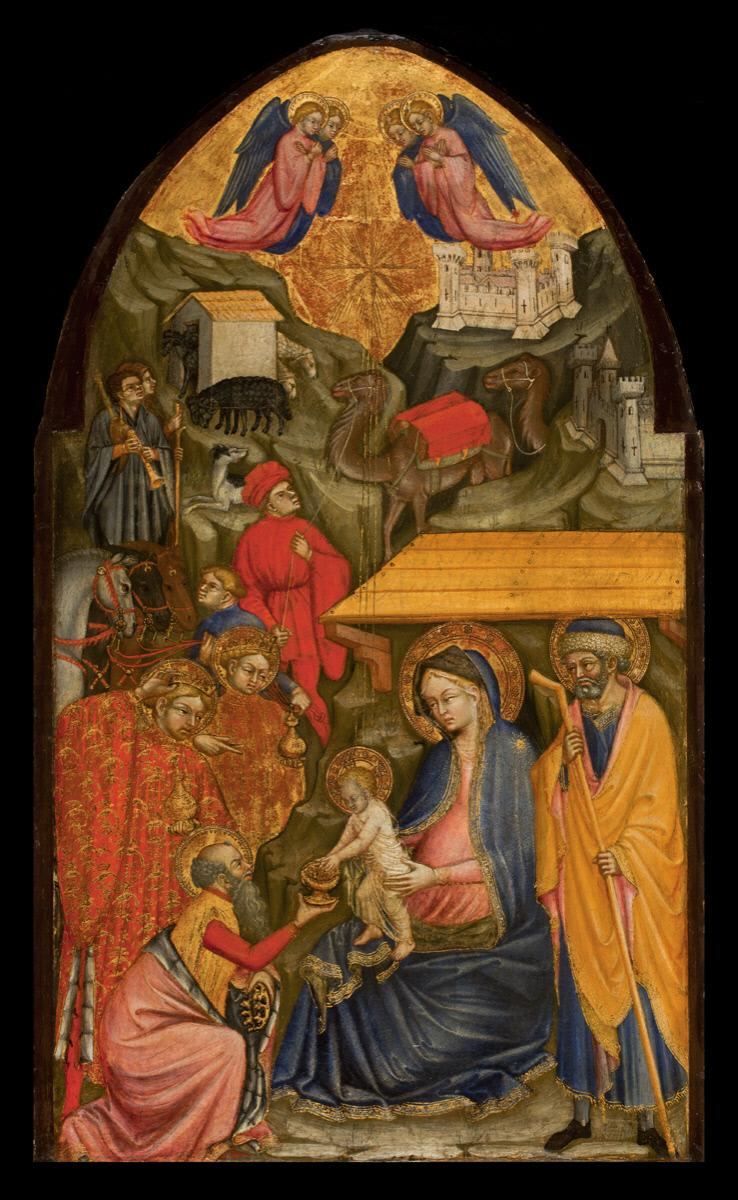
L'Adoration des mages, Worcester Art Museum.
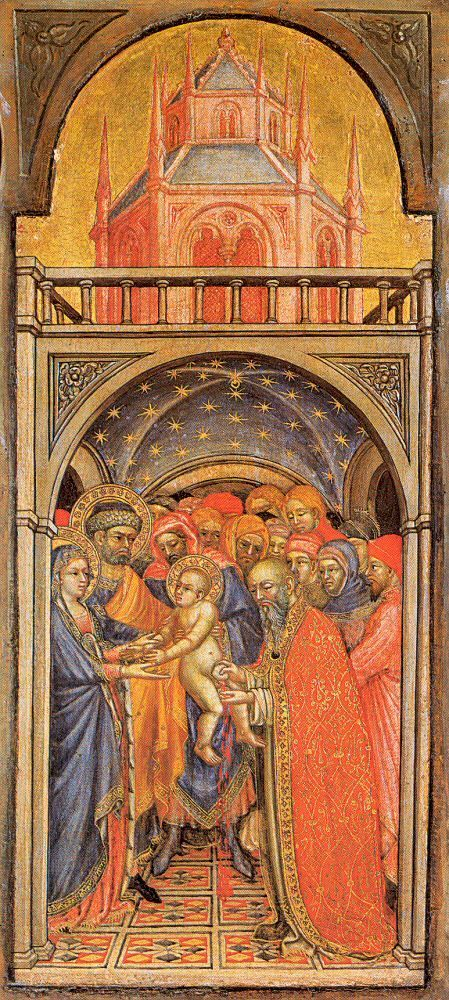
Circoncision de Jésus, Rome, pinacothèque vaticane.
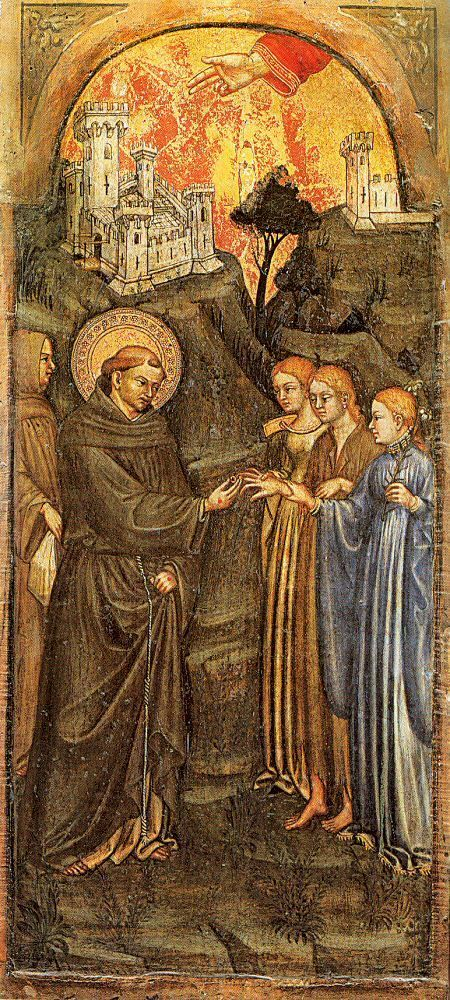
Mariage mystique de Saint François d'Assise avec la pauvreté, Rome, pinacothèque vaticane.